# А. и В. Сапожниковы
А. и В. Сапожниковы — бывший торгово-промышленный дом в Москве (1837—1919) купцов Сапожниковых.
Выпускали парчи из бархата, знамёна и штандарты воинских частей, глазеты со стразами, ткани из шёлка для мебели и фасонные и шёлковые ткани.
Спонсировали Строгановское училище.

## Расположение
Братья Сапожниковы
Располагался на Красной площади в Москве на верхних торговых рядах.
Парчово-шёлкоткацкое предприятие находилось в начале улицы Новая Басманная.
Ткацкая фабрика располагалась в селе Куракино, Мытищинской волости, Московского уезда (ныне часть посёлка Текстильщик подмосковного Королёва).

## История
В 1837 году Григорий Григорьевич Сапожников основал парчово-шёлкоткацкую мануфактуру. После его смерти в 1847 перешла к его жене Вере Владимировне (урождённой Алексеевой). В 1870 году она отдала предприятие сыновьям: к сыновьям Александру и Владимиру. В том же году братья назвали предприятие «А. и В. Сапожниковы».
С 1852 года принимают спецзаказы от духовенства и дворян для производства тканей на религиозные и светские церемонии. Также выпускали ткани для оформления дворцовых апартаментов.
В Григорий Сапожников умер и всё его дело досталось его жене . Она отдала предприятие сыновьям: . В том же году братья назвали предприятие «А. и В. Сапожниковы».
В 1875 году построена механическая шёлкокрутильная и ткацкая фабрика. В 1912 году перешло под владение торгового дома.
В 1877 году Александр умер — контроль полностью перешёл его брату Владимиру.
В 1911 году Владимир переименовал в «Торгово-промышленное товарищество А. и В. Сапожниковых».
25 февраля 1912 года был утверждён устав товарищества.
В 1913 году парчово-шёлкоткацкое предприятие имело 300 ручных ткацких станков.
Годовой оборот составлял свыше 2 млн рублей в год.
В 1919 году национализировано, производство остановлено, так как не было ткани. Передан Шелкотресту.
В 1922 году фабрика возобновила работу.
В 1923 году предприятие переименовано в «Передовая текстильщица».
В 1927 году Куракино переименовано в посёлок Текстильщик.
В 1941 году произошла конверсия.
В 1972 году вошло в Московское объединение технических тканей.
В 2002 году переименовано в ЗАО «Королёвская шёлковая фабрика „Передовая текстильщица“».

## Награды
В 1870 году, 1872 году и 1896 году получали права для помещения герба государства на вывесках и рекламе.
Принимали участи на всемирных и международных выставках, где получили 6 высших наград, 6 дипломов первой степени, 5 золотых медалей, 5 почётных медалей.